# NGC 7560
NGC 7560 – gwiazda podwójna znajdująca się w gwiazdozbiorze Ryb. Została skatalogowana 5 października 1864 roku przez Hermana Schultza jako obiekt typu „mgławicowego”.